# Edward MacDowell

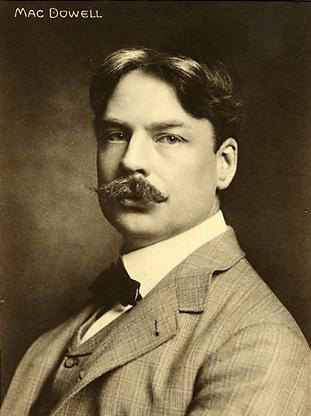
Edward MacDowell.

Edward Alexander MacDowell, född den 18 december 1861 i New York, död där den 23 januari 1908, var en amerikansk kompositör.
MacDowell hade bland andra Teresa Carreño som lärare i pianospel i New York, utbildade sig vidare i Europa, särskilt i Tyskland, där han stannade och verkade till 1888, då han återvände till USA. Åren 1896–1905 var MacDowell professor vid Columbia University. Hans musik, i vilket en speciellt amerikansk ton framträder, består av symfoniska dikter och sviter för orkester (Indian suite, opus 48), större och mindre pianosaker samt en mängd sånger.